# Арібаш
Аріба́ш (рос. Арибаш, башк. Әрибаш) — присілок у складі Татишлинського району Башкортостану, Росія. Входить до складу Кудашевської сільської ради.
Населення — 552 особи (2010; 667 у 2002).
Національний склад:
- башкири — 57 %

Стара назва — Кордон Арібаш.